# Albert Charles Saunders
Pour les articles homonymes, voir Saunders.
Albert Charles Saunders (né le 12 octobre 1874., décédé le 18 octobre 1943) était un homme politique canadien qui fut premier ministre de la province de l'Île-du-Prince-Édouard de 1927 à 1930.